# Comuna 6 (Tunja)
La Comuna 6, también llamada Suroccidental de Tunja es una importante zona residencial de Tunja.

## Límites
Norte: Calle 17: Comuna 4

Sur: Vereda Runta (Tunja)

Este: Transversal-Carrera 14 (K14): Comuna 5. Avenida Oriental (K14S) Comuna 8

Oeste: Vereda Runta

## Geografía
La comuna se encuentra situada en el sector sur de la meseta de Tunja y la zona montañosa del suroeste.

## División administrativa
Los barrios más importantes son:
| - Ricaurte - Centenario - Paraíso - Bolívar - Las Américas - Mirador Escandinavo - El Libertador - Trinidad - El Triunfo - Surinama |

## Sitios de interés
- Cojines del Zaque
- Iglesia de San Martín
- Iglesia del Divino Niño Jesús